# Zdeněk Krušina
Zdeněk Krušina (19. června 1963, Vlašim – 28. srpna 2018, Tábor) byl český teolog, religionista, antropolog, numismatik a astronom. Vyučoval na Univerzitě Karlově v Praze, kde působil jako asistent na katedře systematické teologie Husitské teologické fakulty. Vyučoval církevní a konfesní právo na Vysoké škole zdravotníctva a sociálnej práce sv. Alžbety Bratislava. Působil v Církvi československé husitské, kde zastával funkci vikáře benešovského a faráře ve Vlašimi.

## Život a dílo
Narodil se ve Vlašimi, kde studoval gymnázium (1978–1982), druhou maturitu složil na Střední ekonomické škole v Mladé Boleslavi (1984). Od mládí navštěvoval vlašimskou hvězdárnu, kde ho formoval nestor místní astronomie Jan Zajíc (1910–2004). Od roku 1978 spolupracoval s renomovaným slunečním fyzikem RNDr. Ladislavem Křivským, CSc. (1925–2007) na programu prognóz slunečních erupcí (Fotosferex). Rozvinul problematiku prognóz slunečních protonových erupcí na základě fotosférických konfigurací, kterou prezentoval a publikoval i v zahraničí (např. ve Švýcarsku, Maďarsku a USA), v roce 1981 se stal vítězem mezinárodní fyzikální soutěže v Moskvě. V letech 1988–1990 byl samostatným odborným pracovníkem Astronomického ústavu ČSAV v Ondřejově.
Po roce 1989 se začal věnovat oborům, pro jejichž studium nebyl za předchozího politického režimu dostatek porozumění (teologii a religionistice). V Církvi československé husitské absolvoval kazatelský kurs u prof. ThDr. Rudolfa Horského (1914–2001), od roku 2000 působil jako duchovní, jáhenské svěcení obdržel 3. června 2001, kněžské svěcení přijal v chrámu CČSH v Praze–Dejvicích 8. prosince 2002. V letech 2003–2004 byl šéfredaktorem církevního týdeníku Český zápas.
Podnikl studijní cesty na univerzity v Oxfordu, Salcburku, Regensburgu a Leidenu. Studoval na Univerzitě Karlově a na Husitské teologické fakultě v Praze, kde v roce 2002 obdržel titul Mgr. (summa cum laude, magisterská práce Problém antropologie v teologii), v letech 2003–2007 absolvoval prezenční doktorské studium a získal titul Th.D. (disertační práce Teologická etika s přihlédnutím k Církvi československé husitské) a roku 2008 mu byl v rigorózním řízení přiznán titul ThDr.
Od roku 2003 vyučoval na Husitské teologické fakultě UK obory „Teologická antropologie“ a „Pomocné vědy historické v kontextu s teologií“.
Na poli systematické teologie navazoval na svého učitele prof. ThDr. Zdeňka Kučeru (1930–2019), známého dílem z trinitologie a tzv. teologií prostého života. Ve filosofické antropologii a etice se jeho myšlení prolínalo s pracemi prof. Dr. Josefa Dolisty, Th.D., Ph.D. (* 1954). V oblasti religionistiky se považoval za žáka archeologa a orientalisty prof. PhDr. Blahoslava Hrušky, DrSc. (1945–2008). Ve filosofii ho oslovily přednášky a směřování prof. PhDr. Anny Hogenové, CSc. (* 1946) a prof. ThDr. Otakara A. Fundy, Dr. theol. (* 1943).
Předmětem jeho badatelského úsilí byla teologická a filosofická antropologie a etika. Rozvíjel koncepci tzv. trinitární etiky. Tento pojem zavedl v přesvědčení, že moralita má své hluboké zakotvení ontologické, inter- a intropersonální. Východiskem Krušinovy trinitární etiky je model perichorese, který naznačuje, že stejně jako Boží Trojice, je i fenomén mravnosti v celé své rozlehlé šíři spolusvázán. Bůh-Otec je původcem fundamentálních, ontologicky relevantních mravních norem, vycházejících z ideje Dobra. Závazné mravní normy, jež lze považovat za habitus nebo potentia, vepisuje Bůh-Otec do ducha člověka a ty se projevují coby „prasvědomí“, synderesis. Člověk si může na tyto habituální mravní normy (artikulované např. v Desateru či Blahoslavenstvích) upamatovat, rozpomenout se na ně (anamnésis). Ve vztahu člověka k Božímu Synu se uplatňuje princip participace (methexis) na Božím bytí skrze Krista, nového Adama. Toto tajemství je zpodobněno na uměleckých výjevech ukřižovaného Ježíše Krista na Golgotě, jehož krev stéká do Adamovy lebky v podzemí pod křížem. Tím se naznačuje, že Kristus se nám zpřítomňuje nejen v eucharistii (Večeři Páně), ale je s námi („Adamovým pokolením“, tj. lidstvem) spojen také substanciálně a perichoreticky. Působení Krista v personální sféře nás odkazuje k praktické spiritualitě a moralitě – mezilidské vztahy nejsou profánní, ale posvátné, neboť člověk jako imago Dei participuje na Božím bytí. Projev Ducha svatého jako subjektivní stránky Božího zjevení pak podle Krušiny souvisí s otázkou lidského svědomí coby scholastické conscientia, jež znamená konkrétní aplikaci synderesis ad hoc; důsledkem toho je jistá variabilita etických norem, individuální rozhodování a situační etika. Duch je korektivem svědomí a poskytuje člověku určitou míru svobody v etických dilematech. Pomyslný kruh se tak uzavírá ve smyslu circumincessio.
Trinitární etika vyjadřuje organickou jednotu ontologickou, personální i spirituální. Člověk je svým bytím uzavřen do perichoresního kruhu a obklopen bytím trinitárním. Trinitární etika zapadá do konceptu dogmatických výpovědí o ideálním transcendentálním Božím světě, který prozařuje empirickou lidskou skutečnost, chápanou jako transparence vůči realitě spirituální a nesoucí otisky Boží Trojice (vestigia Trinitatis).
V oblasti teologické a filosofické antropologie zkoumal Krušina vývoj lidské sebereflexe od prehistorických dob do současnosti s důrazem na interdisciplinaritu (využíval poznatků speciálních věd, např. archeologie, historie, anatomie, biologie, psychologie). Předkládal argumenty pro teze, že dvojí pojetí člověka jako animal rationale a imago Dei od sebe nelze fakticky oddělovat, neboť představují komplementární aspekty pravého lidství, a že dokonalý „Boží obraz“ lze vidět v Ježíši Kristu, prostřednictvím něhož je člověku zaslíbena eschatologická jednota s Bohem: homo restitutus ad imaginem et perfectus per Christum. Christologie proto představuje eschatologickou antropologii.
Razil ideu, že exkluzivní odpovědi na základní antropologické otázky mohou dávat jak teologie (resp. spiritualita), tak přírodní vědy. Zajímala ho problematika antropického vesmíru a byl kritickým zastáncem teorie „intelligent design“. Z pozic teologického personalismu a soterologie obhajoval poněkud kontroverzní konkluzi, že v Kristu mohou najít spásu všechny inteligentní bytosti, ať už žijí kdekoli ve vesmíru.
Význam antropologických studií v posledku spatřoval v souvislosti s tím, že obecná tendence člověka k emancipaci a autonomii s sebou přináší oddělování lidského rozumu od citů a svědomí. Upozorňuje, že destruktivní konotace takového procesu, zejména v oblasti vědy a techniky, se stávají nebezpečím pro celé lidstvo. Člověku sice přísluší, aby stále plněji svět poznával a ovládal, ale na druhé straně je jeho povinností, aby moderní vědecké objevy nebyly zneužívány nemorálním jednáním.
Ve svých publikacích a přednáškách usiloval o syntézu náboženství a přírodních věd. V tomto ohledu mu byl blízký zejména postoj britského teoretického fyzika a teologa prof. Dr. Johna Polkinghorna, Ph.D. (* 1930). Krušina zastával mínění, že multidisciplinární (a ovšem také multikonfesní) dialog a diskurs představuje punctum saliens pro to, aby snahy o vzájemnou toleranci a akcent na přežití lidstva a jeho směřování k horizontu humánní budoucnosti byly snáze chápány a recipovány.
Jeho uvažování ovlivnila antroposofie Dr. Rudolfa Steinera (1861–1925), do níž ho systematicky uváděl historik PhDr. Oldřich Janeček, CSc. (1920–2004). Krušina přebral a originálně interpretoval základní paradigma antroposofie o spirituální evoluci a spolu s ní sdílel přesvědčení o člověku jako duchovní bytosti, jejíž původ sahá do mytologických archaických kultur typu Atlantidy.
Krušinův zájem o pravěkou archeologii vyústil v průzkum různých prehistorických, zejména megalitických objektů v Evropě, Asii a Africe, např. v Arménii (1982), Velké Británii a francouzské Bretani (1996), na Sicílii (1998, 2001), na Golanských výšinách v dnešním Izraeli (2004) a v Tunisku (2005). V roce 1998 provedl se souhlasem Archeologického ústavu revizi archeologického zaměření halštatsko-laténského hradiště na Velkém Blaníku ve středních Čechách.
Odborně i sběratelsky se zabýval numismatikou a notafilií, zejména mincemi, medailemi, bankovkami a obligacemi českých a německých zemí od 17. století do dneška. Jeho specializací byly mince a bankovky z doby hyperinflace v Německu, vládní ražby medailového charakteru habsburské monarchie, mince z provenience Holandské východoindické společnosti a nummismatica maritima. Podrobně se věnoval náboženským a religionistickým motivům v numismatice a notafilii.
V letech 1978–1998 se podílel na vzdělávací a popularizační činnosti na Hvězdárně Vlašim. Od roku 1986 proslovil řadu populárně-vědeckých přednášek pro veřejnost a vystupoval v různých sdělovacích prostředcích (televizích i rádiích). Spolupracoval s mnoha časopisy a je autorem několika knih.

## Publikace
- Tajné dějiny světa 1. Atlantis, ztracená perla na úsvitu lidstva. Praha: Eminent, 2000. 360 s. ISBN 80-7281-019-7.
- Tajné dějiny světa 2. Ráj versus evoluce. Praha: Eminent, 2001. 336 s. ISBN 80-7281-047-2.
- Evangelium neznámého eséna. Praha: Eminent, 2005. 148 s. ISBN 80-7281-232-7.